# Venetico
Venetico település Olaszországban, Szicília régióban, Messina megyében. Lakosainak száma 3940 fő (2023. január 1.). Venetico Roccavaldina, Spadafora és Valdina községekkel határos.

## Népesség
A település lakossága az elmúlt években az alábbi módon változott:
| Lakosok száma | 3944 | 3979 | 3940 |
|               | 2017 | 2018 | 2023 |